# Ronde van Azerbeidzjan (Iran) 2004
De Ronde van Azerbeidzjan 2004 is de eerste keer dat de ronde werd gereden. De wedstrijd werd gereden tussen 23 en 30 mei.

## Etappe-overzicht
| etappe | datum  | start      | eindstreep   | afstand | winnaar            | land       |
| ------ | ------ | ---------- | ------------ | ------- | ------------------ | ---------- |
| 1e     | 23 mei | Proloog in | Tabriz       |         | Victor Ulzen       | Duitsland  |
| 2e     | 24 mei | Tabriz     | Mashkinshar  | 180 km  | Mastafa Güler      | Turkije    |
| 3e     | 25 mei | Ardabil    | Sarab        | 79 km   | Vladimir Boshansky | Kazachstan |
| 4e     | 26 mei | Sarab      | Miyaneh      | 180 km  | Victor Ulzen       | Duitsland  |
| 5e     | 27 mei | Miyaneh    | Marageh      | 180 km  | Alexey Kolessov    | Kazachstan |
| 6e     | 28 mei | Malekan    | Ourumiyeh    | 157 km  | Jean Bassler       | Duitsland  |
| 7e     | 29 mei | Ourumiyeh  | Sharafkhaneh | 165 km  | Nevzat Kiral       | Turkije    |
| 8e     | 30 mei | Shabestar  | Tabriz       |         | Victor Ulzen       | Duitsland  |

## Algemeen klassement
| rang | renner                        | land       |
| ---- | ----------------------------- | ---------- |
| 1    | Alexey Kolessov               | Kazachstan |
| 2    | Mostafa Seyed Rezaei Khormizi | Iran       |
| 3    | Mert Mutlu                    | Turkije    |

1986 · 1987 · 1988 · 1989 · 1990 · 1991 · 1992 · 1993 · 1994 · 1995 · 1996 · 1997 · 1998 · 1999 · 2000 · 2001 · 2002 · 2003 · 2004 · 2005 · 2006 · 2007 · 2008 · 2009 · 2010 · 2011 · 2012 · 2013 · 2014 · 2015 · 2016 · 2017 · 2018 · 2019 · 2020-2021 · 2022 · 2023